# Сапунгорский (разъезд)
Сапунгорский (укр. Сапунгірський) — железнодорожный разъезд в Крыму. Открыт в 1972 году в составе пускового участка Инкерман II — Камышовая бухта, назван по расположению вблизи восточного склона Сапун-горы.

## Грузовые перевозки
Пассажирское сообщение по разъезду отсутствует.
На разъезде производится скрещивание грузовых поездов, следующих в порт «Камышовая бухта» или к станции Севастополь-Товарный и обратно.